# جورج الكسندر (سياسي)
جورج الكسندر (بالإنجليزية: George Alexander)‏ هو سياسي أمريكي، ولد في 21 سبتمبر 1839 في غلاسكو في المملكة المتحدة، وتوفي في 2 أغسطس 1923 في لوس أنجلوس في الولايات المتحدة. نشط حزبياً في الحزب الديمقراطي. وقد انتخب عمدة لوس أنجلوس ‏.